# Ted Berman
Pour les articles homonymes, voir Berman.
Ted Berman est un scénariste et réalisateur américain né le 17 décembre 1919 à East Los Angeles, Californie (États-Unis) et mort le 15 juillet 2001 à Los Angeles (Californie).

## Filmographie

### Animateur
- 1961 : Les 101 Dalmatiens (101 Dalmatians)
- 1961 : Donald et l'Écologie (The Litterbug)

### Scénariste
- 1958 : Paul Bunyan
- 1962 : The Hunting Instinct
- 1969 : C'est pas drôle d'être un oiseau (It's Tough to Be a Bird)
- 1970 : Dad, Can I Borrow the Car? (TV)
- 1971 : L'Apprentie sorcière (Bedknobs and Broomsticks)
- 1974 : Winnie l'ourson et le Tigre fou (Winnie the Pooh and Tigger Too)
- 1977 : Les Aventures de Bernard et Bianca (The Rescuers)
- 1981 : Rox et Rouky (The Fox and the Hound)
- 1985 : Taram et le Chaudron magique (The Black Cauldron)

### Réalisateur
- 1981 : Rox et Rouky (The Fox and the Hound)
- 1985 : Taram et le Chaudron magique (The Black Cauldron)